# Chiesa di Santa Maria la Vecchia (Collesano)
La chiesa di Santa Maria Assunta è un edificio religioso di Collesano.

## Storia
Localizzata nel piano del castello, risale al 1140. Dedicata all'Assunta, è stata Matrice di Collesano fino al 1543. È stata profondamente modificata nella struttura. Presenta un impianto a tre navate con un presbiterio decorato da un ciclo di stucchi e affreschi con storie della Vergine Assunta del pittore collesanese Giacomo Lo Varchi, vissuto nel Seicento. La chiesa custodisce, inoltre, una pregevole statua lignea policroma dell'Assunta, di ignoto intagliatore madonita della metà del Cinquecento, una Madonna con Bambino di Antonello Gagini e lo splendido simulacro di Santa Lucia.